# 格言
格言（かくげん）とは、人間の生き方、真理、戒め、武術、相場、商売などの事について、簡潔に、言いやすく覚えやすい形にまとめた言葉や短い文章のこと。アフォリズム（英: aphorism、古希: ἀφορισμός, アポリスモス）、名言（めいげん）、金言（きんげん）、箴言（しんげん）、警句（けいく）などとも言う。

## 例
- 狭き門より入れ（マタイによる福音書）
- 巧言令色鮮矣仁（論語）
- 無用の用（老子）
- 泣いて馬謖を斬る（三国志）
- 人の行く裏に道あり花の山（株式相場での格言）
- 医は仁術なり（養生訓）
- 人生は短く、技芸は長い（ヒポクラテスの箴言）
- 失敗は成功のもと（教訓）